# Temnostethus longirostris
Temnostethus longirostris is een wants uit de familie van de bloemwantsen (Anthocoridae). De soort werd voor het eerst wetenschappelijk beschreven door Géza Horváth in 1907.

## Uiterlijk
De kleine grotendeels bruinzwarte wants is macropteer (langvleugelig) of submacropteer en kan 2 tot 3 mm lang worden. De kop en het halsschild (pronotum) zijn zwart gekleurd. De voorvleugels zijn zwartbruin met een wit middenstuk en bedekt met duidelijke haartjes. Het doorzichtige vliezige deel van de voorvleugels is donker met een grote witte vlek. Van de pootjes zijn de schenen lichtbruin met donkere uiteinden en lichte tarsi en zijn de dijen bruinzwart. Van de donkerbruine antennes is van het tweede segment in elk geval het middenstuk geel en van het derde segment is het onderste deel licht.

## Leefwijze
De soort overleeft de winter als eitje en kent één enkele generatie per jaar. De imagines van de nieuwe generatie kunnen vanaf juni tot augustus gevonden worden op de stammen van wilgen (Salix)

## Leefgebied
De soort komt oorspronkelijk uit Zuid-Europa. De wantsen zijn in Nederland zeldzaam.